# Idaea angustifrons
Idaea angustifrons là một loài bướm đêm trong họ Geometridae.